# Tama Janowitz
Tama Janowitz (ur. 12 kwietnia 1957 w San Francisco) – amerykańska autorka powieści i opowiadań. 

## Życiorys
W 2005 roku czasopismo Pages zaliczyło ją do czwórki pisarzy nazywanych Brat Pack, wraz z Bretem Eastonem Ellisem, Markiem Lindquistem i Jayem McInerneyem.
Ojciec Tamy był psychiatrą, a matka profesorem literatury; rozwiedli się, kiedy miała dziesięć lat. Przeniosła się na wschodnie wybrzeże USA i studiowała w Barnard College oraz Columbia University School of the Arts. Zaczęła pisać o życiu w Nowym Jorku, gdzie zamieszkała.
Należała do znajomych Andy'ego Warhola i stała się znana w kręgach literackich i towarzyskich miasta. Sławę przyniósł jej zbiór opowiadań z 1986 roku Slaves of New York, sfilmowany trzy lata później przez Jamesa Ivory'ego z Bernadette Peters w głównej roli. Janowitz napisała scenariusz i także wystąpiła w tej ekranizacji, w roli przyjaciółki postaci Peters.
Janowitz opublikowała siedem powieści. Mieszka na Brooklynie z mężem Timem Huntem i ich adoptowaną córką.

## Powieści
- American Dad (1981)
- Slaves of New York (zbiór opowiadań) (1986); film miał polski tytuł Niewolnicy Nowego Jorku
- A Cannibal in Manhattan (1987)
- The Male Cross-Dresser Support Group (1991)
- By the Shores of Gitchee Gumee (1996)
- A Certain Age (1999), wyd. polskie W pewnym wieku, 2003
- Peyton Amberg (2003)

## Literatura faktu
- Area Code 212 (2002)